# Anisacanthus nicaraguensis
Anisacanthus nicaraguensis là một loài thực vật có hoa trong họ Ô rô. Loài này được Durkee mô tả khoa học đầu tiên năm 1999.